# طعم وينستون لذيذ كما ينبغي أن تكون السيجارة
"مذاق ونستون لذيذ كما ينبغي أن تكون السيجارة " هو شعار إعلاني ظهر في إعلانات الصحف والمجلات والإذاعة والتلفزيون لسجائر وينستون التي تصنعها شركة آر جي رينولدز للتبغ . إستخدم رينولدز الشعار منذ تقديم ونستون عام 1954 حتى عام 1972. إنها واحدة من أشهر الحملات الإعلانية الأمريكية للتبغ . في عام 1999، عصر الإعلان أدرجت أغنية جنكل "وينستون طعمه لذيذ كما ينبغي أن تكون السيجارة" في قائمتها لأفضل 10أغاني إذاعية وتلفزيونية في الولايات المتحدة خلال القرن العشرين.
استخدمت وكالة الإعلانات شركة ويليام إستي عمدًا وبشكل غير نحوي كلمة "كما" بدلاً من "مثل" ( اقتران تابع ) في الشعار والأغنية. كان المديران التنفيذيان لشركة إستي وينديل آدامز و آرلين لوني مسؤولين عن الحملة الشاملة. أنتج لوني وأخرج معظم محتوى الحملة خلال سنواتها الأولى. على الرغم من أن آدامز كان موسيقيًا مدربًا بشكل كلاسيكي، إلا أن مارغريت جونسون (مغنية وعازفة بيانو وعارضة أزياء) كتبت الأغنية. قامت جونسون وزوجها ترافيس جونسون بتسجيلها مع مجموعتهما سونغ . 
تم تضمين الشعار في طبعة 1988 من اقتباسات سيمبسون المعاصرة . 
وفي خروج عن ذلك الوقت، استهدفت الحملة الإعلانية مجموعات متخصصة متميزة داخل السوق الأوسع للمدخنين، مثل اليهود الأمريكيين  والأمريكيين من أصل أفريقي .  [البحث الأصلي]

## البدايات
كان بومان جراي جونيور، الذي أصبح فيما بعد رئيسًا لشركة آر جي رينولدز للتبغ ، مسؤولاً عن تسويق وينستون ، والتي كانت إضافة جديدة إلى خط آر جي رينولدز في عام 1954. استمع جراي إلى موظفي الإعلان من شركة ويليام إستي ، وتم النظر في الشعار "مذاق ونستون لذيذ كما يمكن أن تكون السيجارة"، ثم تم استبداله بالشعار الأكثر إيجازًا "مذاق ونستون لذيذ كما ينبغي أن تكون السيجارة". 
ظهر أول إعلان مطبوع في صحيفة بيتسبرغ بوست-جازيت في سبتمبر 1954،  مع إعلان في مجلة لايف في الشهر التالي.  في عام 1955، تولى وينستون منصب الراعي لبرنامج والتر كرونكايت الإخباري، بالإضافة إلى عرض غاري مور المتنوع؛ في هذا الوقت تم بث الإعلانات التلفزيونية الأولى.[بحاجة لمصدر]

## الإذاعة والتلفزيون

صورة ثابتة لإعلان ونستون يظهر فيه فريد (في اليمين) وويلما فلينتستون (في اليسار). لا يزال هذا على وجه الخصوص مأخوذًا من الملصق الراعي لنهاية العرض والذي تم بثه في نهاية كل حلقة بينما كان وينستون الراعي الأساسي للبرنامج حتى الموسم الثاني.

كانت سجائر وينستون من رعاة المسلسلات التلفزيونية الشهيرة. في بيفيرلي هيلبيليس,  أشاد النجوم بادي إبسن وإيرين ريان ونانسي كولب بمزايا وينستون أثناء تدخينهم وترديد الأغنية. تعرضت عائلة فلينستون  لانتقادات بسبب إعلانها عن السجائر في مسلسل رسوم متحركة يشاهده العديد من الأطفال، وقد سحب ونستون مشاركته فيه بعد ولادة شخصية بيبلز فلينتستون في عام 1963. 

## الجدل النحوي
خلال فترة الحملة الطويلة في وسائل الإعلام، انتقد الكثيرون الشعار باعتباره غير صحيح نحويًا، مؤكدين أنه يجب أن يقول: "مذاق ونستون لذيذ مثل ما تكون السيجارة". أوغدن ناش ، في نيويوركر ، نشر قصيدة بعنوان " مثلما يذهب شارع ماديسون، هكذا تسير الأمة".  والتر كرونكايت ، الذي كان يستضيف برنامج عرض الصباح ‏ ، رفض قول السطر كما هو مكتوب، وتم استخدام مذيع بدلاً منه. 
يقول مالكولم جلادويل ، في نقطة التحول ، إن هذا "الاستخدام غير النحوي والاستفزازي إلى حد ما لكلمة "أعجبني" بدلاً من "كما" خلق ضجة كبيرة" في عام 1954 ويشير ضمنيًا إلى أن العبارة نفسها كانت مسؤولة عن دفع العلامة التجارية إلى المركز الثاني في قائمة العلامات التجارية. سوق الولايات المتحدة.  تفوق ونستون على سجائر بال مول باعتبارها السيجارة رقم 1 في الولايات المتحدة في عام 1966، بينما استمرت الحملة الإعلانية في إحداث انطباع لدى وسائل الإعلام.[بحاجة لمصدر]
في خريف عام 1961، غمرت ضجة صغيرة المجتمعات الأدبية والصحفية في الولايات المتحدة عندما نشرت ميريام وبستر قاموسها الدولي الجديد الثالث . في القاموس، رفض المحررون إدانة استخدام كلمة "كما" كأداة ربط ، واستشهدوا بعبارة "مذاق ونستون لذيذ كما ينبغي أن تكون السيجارة" كمثال على الاستخدام الشعبي الشائع. بعد نشر نسخة ويبستر الثالثة ، أطلقت صحيفة نيويورك تايمز على الطبعة اسم "البلشفية"، وكتبت صحيفة شيكاغو ديلي نيوز أن الانتهاك يدل على "انحطاط عام في القيم". 
عندما قال اللاعبون في بيفرلي هيلبيليس الجملة، قاموا بتوسيع الحدود النحوية بشكل أكبر:
جيد: طعم ونستون لذيذ. . .
الجدة: كما يمكن أن تكون السيجارة!
في عامي 1970 و1971، سعى ونستون إلى تجديد صورته واختار الرد على هواجس العديد من النحويين بشعار "ماذا تريد، قواعد جيدة أم ذوق جيد؟" نشرت مجلة ماد محاكاة ساخرة لهذا على الغلاف الخلفي لعددها الصادر في يناير 1971. تم وضعها في مقبرة، وتضم أربعة شواهد قبور عليها نقوش مكتوبة بصيغة الماضي ("كان طعم وينستون جيدًا مثل السيجارة التي كان ينبغي أن تكون" "تقصد " كما كان يجب أن تكون السيجارة"" "ماذا أردت، قواعد نحوية جيدة أو جيدة ذوق؟" "أردت أن أعيش لفترة أطول من هذا!" ). ومع انتشار الشعار الجديد على نطاق واسع، تم إيقاف العمل بشكل دائم في عام 1972، وهو "مذاق ونستون لذيذ كما ينبغي أن تكون السيجارة".
وفي عام 1981، أعلن الممثل جيمس غارنر مسؤوليته عن صياغة الشعار خلال مقابلة مع مجلة بلاي بوي . صرح غارنر، الذي روى الإعلان التجاري الأصلي، أن أول إجراء تم تصويره في الفيلم على الإطلاق هو إساءة قراءة السطر الذي تم تقديمه له.  ومع ذلك، ظهرت الإعلانات مطبوعة قبل ظهورها لأول مرة على شاشة التلفزيون، مما يلقي بظلال من الشك على إدّعاء غارنر.

## المحاكاة الساخرة
غالبًا ما كانت الأغنية ساخرة. كان السطر الأول عادة هو أن مذاق ونستون سيئ مثل الذي تناولته للتو.  كان السطر الثاني عادةً بعض الاختلاف في "لا يوجد مرشح، لا نكهة، طعمه مثل ورق التواليت" ،  أو، لا يوجد مرشح، لا طعم، مجرد هدر خمسين سنتًا . 

## أنظر أيضا
- " نحن مدخنو تاريتون نفضل القتال بدلاً من التبديل! "
- مجموعة الوسائط المتعددة لمكتبة وثائق التبغ القديمة

## فهرس
- Finegan، Edward؛ Rickford، John R. (2004). Language in the U.S.A.: themes for the 21st century. New York: مطبعة جامعة كامبريدج. ص. Foreword. ISBN:0-521-77175-7.
- Gladwell، Malcolm (2002). The Tipping Point: How Little Things Can Make a Big Difference. Boston: Back Bay Books. ص. 25. ISBN:0-316-34662-4.
- Parrish، Thomas (2002). The Grouchy Grammarian: A How-Not-To Guide to the 47 Most Common Mistakes in English Made by Journalists, Broadcasters, and Others Who Should Know Better. Hoboken, N.J.: Wiley. ص. 155–156. ISBN:0471432865.
- Utley، Garrick (2000). You Should Have Been Here Yesterday: A Life Story in Television News. New York: PublicAffairs. ص. 4. ISBN:1-891620-94-0.

## روابط خارجية
- "UCSF Tobacco Industry Videos". San Francisco Tobacco Industry Documents Multimedia Collection  [لغات أخرى]‏. جامعة كاليفورنيا.{{استشهاد ويب}}:  صيانة الاستشهاد: علامات ترقيم زائدة (link)
- "UCSF Tobacco Industry Audio Recordings". San Francisco Tobacco Industry Documents Multimedia Collection. University of California.
- "Winston Tastes Good Like a Cigarette Should". 2008. مؤرشف من الأصل في 2023-03-23. اطلع عليه بتاريخ 2023-09-24.{{استشهاد ويب}}:  صيانة الاستشهاد: BOT: original URL status unknown (link)